# Quasillitoidea
De Quasillitoidea zijn een superfamilie van uitgestorven kreeftachtigen uit de klasse van de Ostracoda (mosselkreeftjes).

## Familie
- Quasillitidae Coryell & Malkin, 1936 †